# Три послератна друга
Три послератна друга је шести студијски албум певача и кантаутора Ђорђа Балашевића. Албум је парафраза и ауторова посвета Ремарку, аутору књиге Три ратна друга.
То је први Балашевићев албум на којем су се по први пут појавили гитариста Елвис Станић и бубњар Тончи Грабушић из Ријеке. Албум је најупечатљивији по смешној реп оријентисаној песми „Sugar rap”, песми „Још једна песма о малој гаравој”, фолк рок песмама „Девојка са чардаш ногама” и „Ћалетова песма” као и баладама „Де мол”, „Кад одем” и „Сапутник”. Албум је продуцирао Ђорђе Петровић, а објављен је децембра 1989. године.
На дан изласка албума, приказан је истоимени ТВ филм.

## Позадина
Албум је снимљен током 1989. године. Овим албумом се искупио поводом дебакла који је доживео претходни албум.
У јануару 1989, одржао је традиционални концерт у Сава центру и снимак се објављен на 2 ВХС касете у издању Југотона.
У мају исте године је снимио шоу под називом Кад оркестар касни, у режији Драгана Гузијана. Серија је представљала ТВ Нови Сад на ЈРТ ТВ фестивалу у Неуму и проглашена за најбољу серију.

## Албум
Албум је најављен још фебруара 1989. У току снимања албума, здравствено стање Елвиса Станића је било лоше, те је Балашевић хтео да група Ођила гостује. Међутим, то се није десило због обавеза у групи. Притом се Балашевић плашио да Станић неће осетити равничарски звук у пуној мери.

## Песме
Све песме је написао Ђорђе Балашевић.
1. – 4:13
2. Још једна песма о малој гаравој - 3:16
3. Девојка са чардаш ногама[11] - 3:25
4. Ћалетова песма - 4:50
5. Де мол - 4:12
6. Кад одем - 5:55
7. Сапутник - 4:50
8. Реморкер - 3:50
9. О, Боже - 4:21

## Наслеђе
Песме Девојка са чардаш ногама и Де мол су се нашле на албуму Неки новији клинци и... из 2007. године у издању ПГП РТС.
Песма „Кад одем” је сврстана на 31. месту на листи 100 најбољих домаћих балада коју је саставио Balkanrock.

## Чланови
- Ђорђе Балашевић - вокал
- Александар Дујин - клавир
- Александар Кравић - бас гитара
- Елвис Станић - гитара
- Тончи Грабушић - бубњеви
- Синиша Хорват - инжењер звука
- Ђорђе Петровић - продуцент

## Топ листа
| Топ листа   | Позиција |
| ----------- | -------- |
| Радио Сплит | 1        |

### Месечна листа
| Листа | Највиша позиција |
| ----- | ---------------- |
| Ритам | 3                |

## Обраде
- Реморкер-Полууспаванка (У твојим молитвама, 1987)[15]
- Још једна песма о малој гаравој[16]-Мирка (Одлази циркус, 1980)[17] и Лутка са насловне стране (Забрањено пушење; Док чекаш сабах са шејтаном, 1985)[18], Исток-запад (телепатски) (Леб и сол; Путујемо, 1989)[19], Писаћу јој писма дуга (Здравко Чолић; Због тебе, 1980)[20]
- О, Боже[21]-1987 (У твојим молитвама, 1987)
- Де мол[22]-Сијај звијездо Данице (Магазин, 1989)[23]